# Antrodoco
Antrodoco ('Ndreócu nel dialetto locale) è un comune italiano di 2 257 abitanti della provincia di Rieti nel Lazio.
Appartenente alla comunità montana del Velino, è ricordata per la battaglia di Antrodoco (7-10 marzo 1821), la prima del Risorgimento Italiano.

## Geografia fisica

### Territorio
La città di Antrodoco è situata lungo la via Salaria. Da Antrodoco inizia la Strada statale 17 dell'Appennino Abruzzese e Appulo Sannitico, che la collega con l'Abruzzo, il Molise e la Puglia. I 13 km che percorre questa statale nel comune di Antrodoco costituiscono la splendida, e tuttora integra, Valle di Corno, dove sorgeva l'antico Castello, fino ad arrivare al valico di Sella di Corno.
Antrodoco, come la stessa etimologia del toponimo ("in mezzo ai monti") suggerisce, è circondato da tre gruppi montuosi.

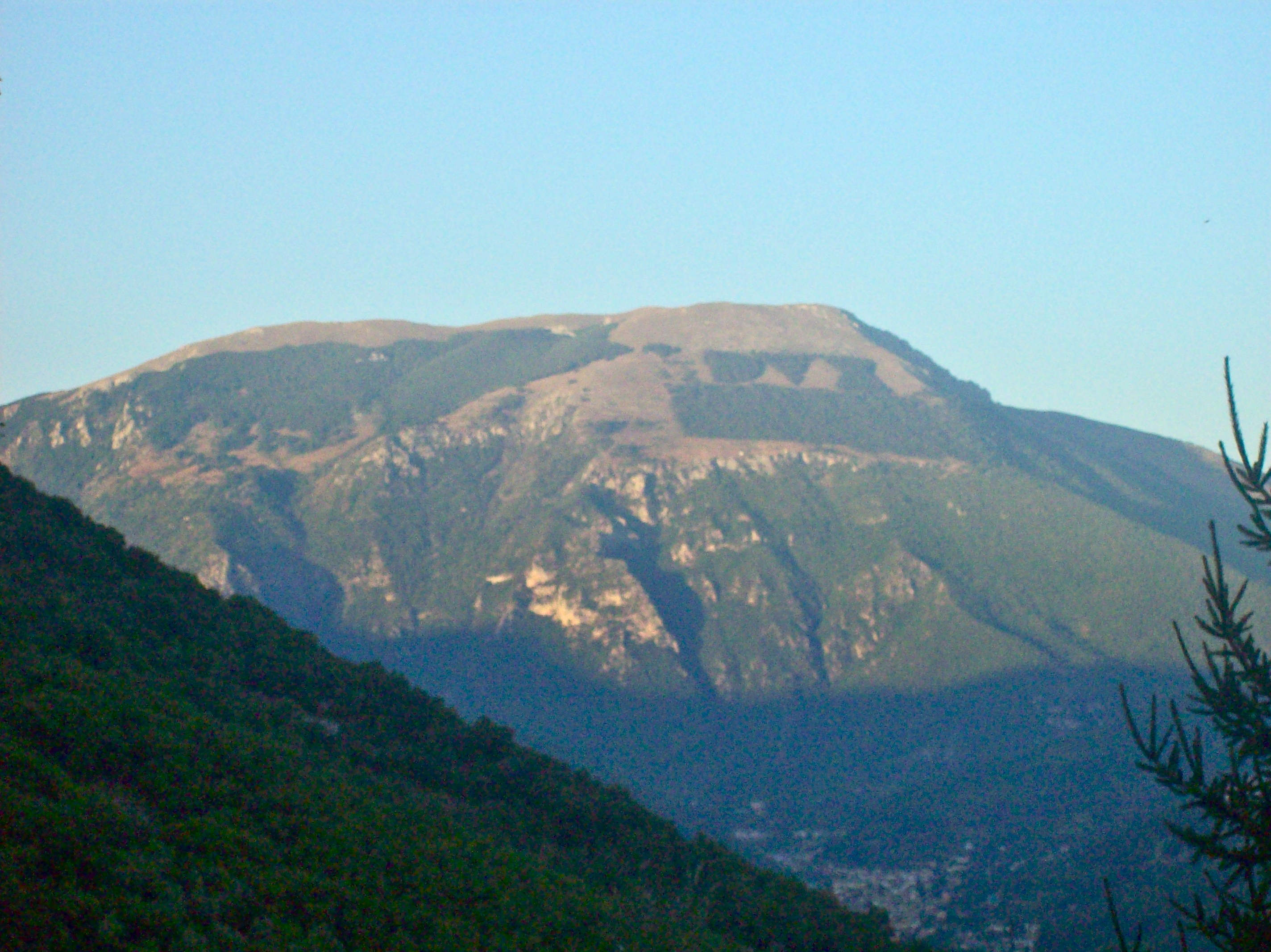
Il Monte Giano e la scritta "DVX"

A nord-est del paese si erge il Monte Giano (1820 m). Da diversi chilometri di distanza si può notare sul monte la scritta "DVX" (duce, dal latino dux, ducis), composta da alberi di pino. La pineta, di circa otto ettari e di 20.000 pini, fu realizzata dalla Scuola Allievi Guardie Forestali di Cittaducale nel 1939, con il contributo in braccia di numerosi giovani del posto, come omaggio a Benito Mussolini. La scritta è stata restaurata con i fondi regionali nell'estate del 2004; verso la fine di agosto 2017 un incendio l’ha distrutta quasi completamente, e nel febbraio 2018 200 volontari hanno provveduto a impiantare 1000 pini sul monte Giano al fine di contenere quanto più possibile il danno ma ad oggi la situazione resta critica, soprattutto per il rischio idrogeologico.
A sud troviamo il Monte Nuria (1888 m). Il toponimo Nuria è etimologicamente analogo al nome di una valle dei Pirenei (N-Uri-a, luogo-tra-monti). Un'altra possibilità è che il nome derivi dalla radice araba Nuri, nella sua forma femminile Nuriye, che significa "luce".
A nord la Valle del Velino (o Falacrina) è sovrastata dal Monte Elefante (2089 m), facente parte del massiccio del Monte Terminillo (il Mons Tetricus degli antichi Romani).
Ad ovest invece la valle si allarga formando, superato Borgo Velino, la Piana di San Vittorino.
Il paese è attraversato dal fiume Velino, il maggiore affluente del fiume Nera, l'Avens Flumen dei latini (Livio), all'imbocco meridionale delle omonime Gole del Velino.
Antrodoco è uno dei comuni che si proclama Centro d'Italia, in competizione con il suo capoluogo, Rieti (Umbilicus Italiae), Urbino (Centro del mondo), Foligno (Al centro del mondo). Il centro della Penisola è qui segnato da un piccolo obelisco sormontato da una sfera metallica, posto vicino alla chiesa di Santa Maria Extra Moenia.

### Clima
Il clima è tipicamente continentale con inverni freddi ed estati fresche e piovosità massima in autunno.

## Origini del nome
Pare che il nome della cittadina venga dall'osco Interocrium, dalla radice antica ocre, ovvero "tra le montagne"; è ricordato col nome di Vicus Interocrea dal geografo classico Strabone, come Introthoco nelle fonti dell'alto medioevo e come Introducum al tempo di Madama Margherita d'Austria, coniuge del duca Ottavio Farnese, sposato a Cittaducale.

## Storia

### Epoca romana
In epoca romana, nel 27 a.C. Interocrium è stata una mansio, una stazione di posta sulla via Salaria.
Fu un centro che vide tra i suoi ospiti l'imperatore Vespasiano e i suoi figli Tito e Domiziano.
Fonti latine menzionano anche le proprietà terapeutiche delle sue acque solfuree, rinomate anche nel Settecento, nell'Ottocento e fino agli anni '80 del Novecento in tutta la zona, ora abbandonate.

### Medioevo ed età moderna

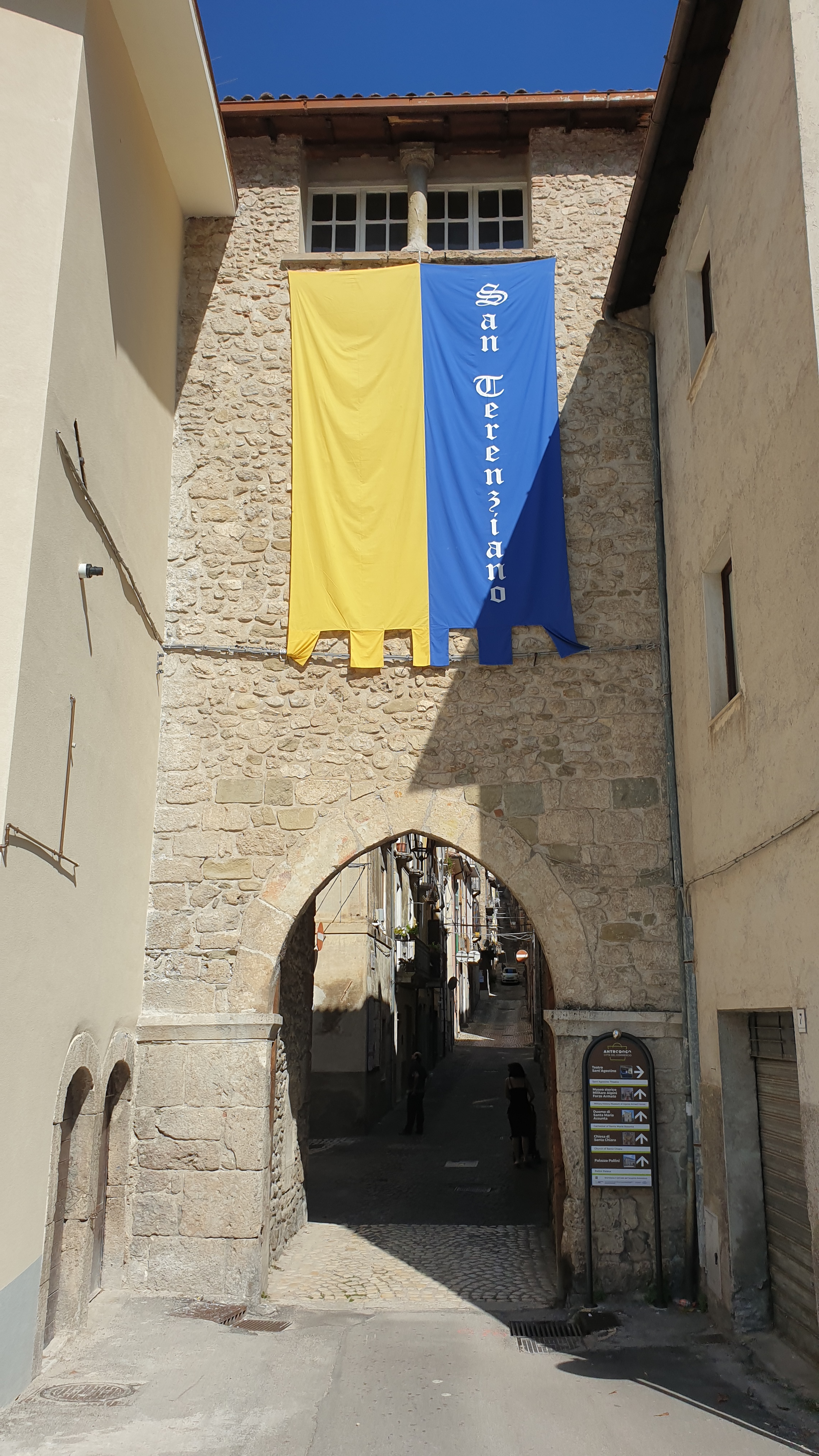
Porta di Sant'Anna

In età medievale, fu costruita una cittadella nella parte alta del paese, la "Rocca" (oggi chiamata dagli antrodocani "Rocchetta"), un avamposto inespugnabile e strategicamente importante lungo la Via degli Abruzzi e della transumanza. In seguito alla conquista normanna, Antrodoco venne a far parte del Regno di Sicilia e da Ruggero II fu concesso come feudo in capite a Raimondo da Lavareta. Ai de Lavareta fu tolto nel 1226, a seguito di un assedio al castello ordinato dall'imperatore Federico II ed affidato a Rainaldo di Urslingen, duca di Spoleto, e a suo fratello Bertoldo. Ma i due fratelli si ribellarono all'Impero e tennero per loro il castello, che fu riconquistato dalle truppe imperiali nel 1233; nel 1382 fu comprato da Giovanna II di Napoli per 11.000 Fiorini.
Nel XIII secolo il contado di Antrodoco contribuì con il più alto numero di castelli alla fondazione della Città dell'Aquila, dopo lo stesso capoluogo abruzzese. I castelli fondatori furono: Antrodoco, Corno, Cesura, Piscignola, Rocca di Fondi e Rocca di Corno.
Antrodoco fu parte dell'Abruzzo Ultra, provincia del Regno di Napoli. Divenne feudo del Capitano delle truppe pontificie Giovan Battista Savelli nel 1529, sotto il Pontificato di Paolo III, per poi passare nel 1614 al Marchese Giovanni Bandini, nobile fiorentino, infine al Marchese Niccolò Giugni fino al 1750.
Nel gennaio del 1703 Antrodoco, come tutto l'Aquilano, fu colpito dal Grande Terremoto, che fece in totale oltre 3000 vittime.

### Ottocento

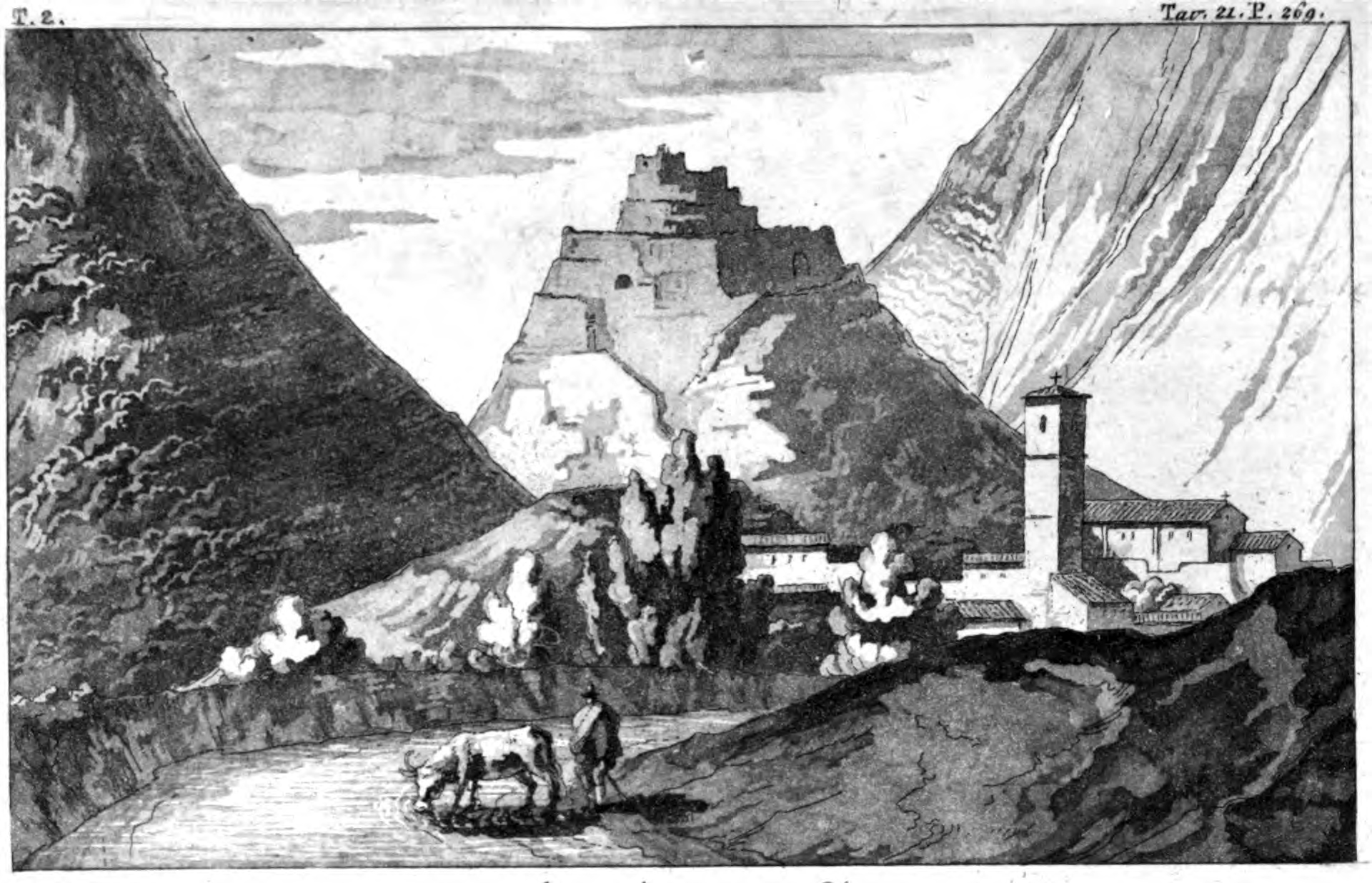
Antrodoco all'inizio dell'Ottocento, in un'incisione del Guattani

Nel 1821 la cittadina fu teatro della prima battaglia del Risorgimento Italiano: la battaglia di Antrodoco. Lo scontro ebbe luogo tra il 7 e il 10 marzo, prevalentemente nelle gole di Antrodoco, dove si fronteggiarono le truppe napoletane capitanate da Guglielmo Pepe e l'esercito austriaco, guidato dal generale Frimont. Pepe ebbe la peggio e Frimont venne ricompensato dal suo re, Ferdinando I, con il titolo di Principe di Antrodoco.
Il gen. Guglielmo Pepe insedio il 6 marzo 1821 il suo quartiere generale in Antrodoco, nell'attuale piazza Santa Chiara, e fece approntare un sistema di difesa e di artiglieria per impedire l'accesso alle Gole e al Passo di Antrodoco. La mattina del 7 Marzo le truppe mossero con due colonne verso la media Valle del Velino ma dopo brevi scontri furono costrette alla ritirata e alla difesa di Antrodoco per impedire l'accesso delle truppe austriache a L'Aquila e quindi nel regno di Napoli. Tra il 9 e il 10 marzo le truppe austriache sconfissero le difese napoletane ed entrarono ad Antrodoco.
Nel 1860 Antrodoco, già parte del Regno delle Due Sicilie, diventa parte del Regno d'Italia. In questo periodo si manifestarono fortemente anche in questo territorio, così come in molti altri del Regno delle Due Sicilie, fenomeni di brigantaggio: in tale ambito si ricorda la cosiddetta Banda di Antrodoco, guidata da Domenico Natalucci, Pasquale Di Silvestro, Bernardo Di Biaggio, Angelo Di Biaggio, Giovanni Cenfi, Giuseppe Gregari, Carmine Bianchini, Giovanni Grassi e Giovanni De Angelis.
Fra il 4 e il 5 settembre 1862, la popolazione fu duramente colpita da un'alluvione (l'alluvione di Sant'Anna), che fece trentanove vittime: il fiume Velino, esondando, rase al suolo la chiesa di Sant'Anna, di cui non si hanno più testimonianze, eccetto una colonna,e il borgo circostante.

### Novecento
Nel 1927 Antrodoco, a seguito del riordino delle Circoscrizioni Provinciali voluto dal regime fascista, entrò a far parte dell'appena costituita Provincia di Rieti, dopo essere stata per circa seicento anni capoluogo di mandamento del Circondario di Cittaducale, parte della Regione dell'Abruzzo Ulteriore del Regno di Napoli (poi Regno delle Due Sicilie).
Grazie all'avveniristica centrale elettrica ad acqua a uso del pastificio di Giovanni Mannetti, Antrodoco fu il primo paese in zona a fruire di illuminazione pubblica e privata.

### Storia recente
Negli anni immediatamente precedenti alla caduta di Muʿammar Gheddafi, diverse personalità del comune, a partire dall'allora sindaco Maurizio Faina, hanno intrecciato rapporti col dittatore libico nella speranza che questi contribuisse al rilancio dell'economia della zona, alquanto compromessa dopo la chiusura di varie realtà imprenditoriali negli anni '70: un pastificio, una distilleria di liquori e lo stabilimento termale. Gheddafi era stato attratto dalla bellezza ambientale del paese durante un'escursione in occasione del G8 dell'Aquila, nell'aprile del 2009. Nei progetti del rais e degli amministratori, lo stabilimento termale si sarebbe dovuto trasformare in un albergo di lusso con centro benessere.

## Monumenti e luoghi d'interesse

### Architetture religiose

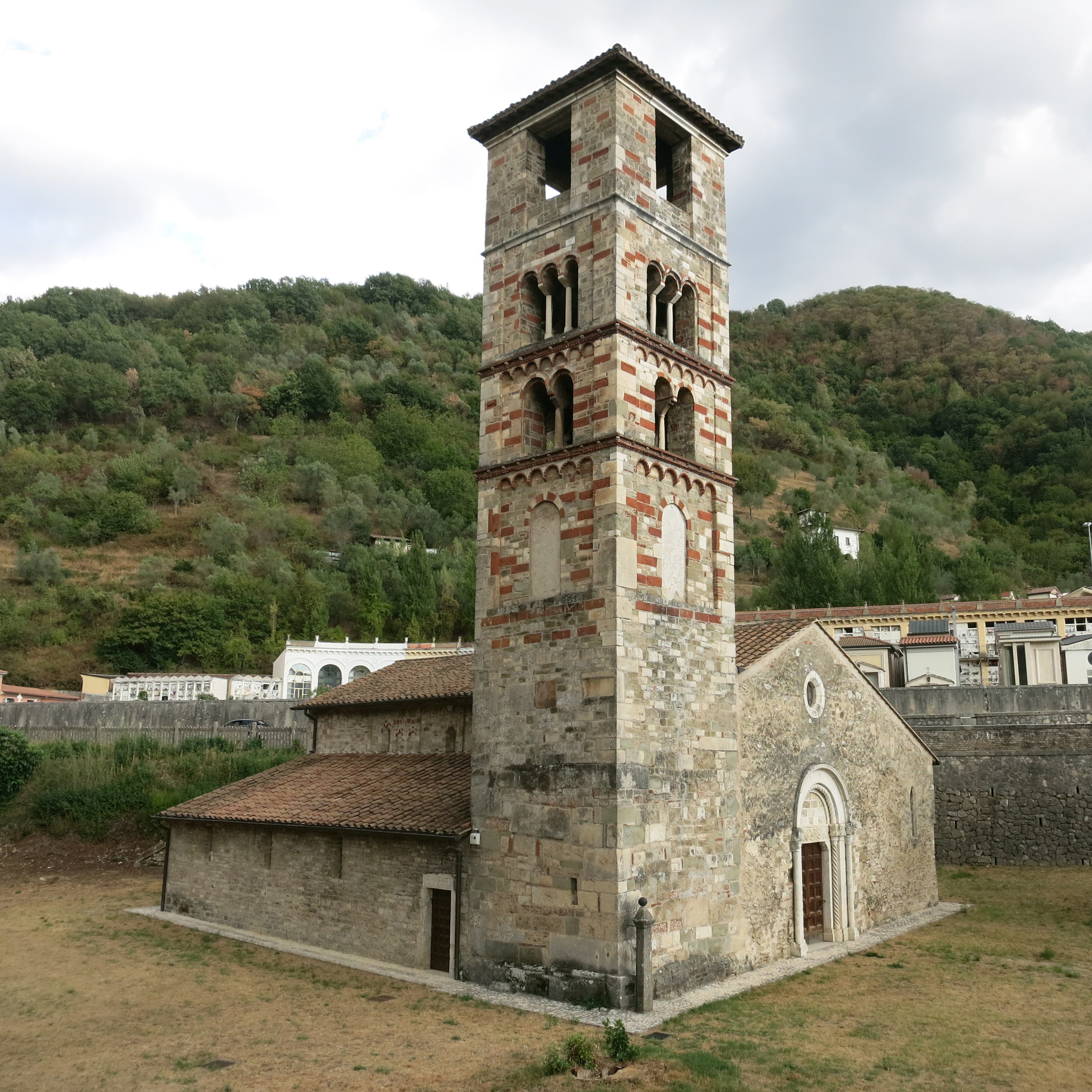
Santa Maria Extra Moenia

#### Chiesa di Santa Maria extra moenia
La Chiesa di Santa Maria extra moenia è appena fuori dal centro storico del paese (extra moenia in latino è appunto "fuori le mura"), ed è il monumento artisticamente più rilevante di Antrodoco. Costruita nell'XI secolo su di un precedente tempio dedicato alla dea romana Diana, fu originariamente dedicata a san Severo, primo parroco del paese; il 26 ottobre del 1050 furono completati i lavori di restauro dalle fondamenta dall'allora Rettore Teobaldo, come riportava un'iscrizione posta su uno degli stipiti del portale ancora in situ nel XVIII secolo; venne intitolata alla Vergine nel 1051 dal vescovo Gerardo; nel 1111 ne è arciprete Rainaldo, ricordato in un contratto di acquisto di un vigneto, vendutogli da tal Berardo di Rapino.
L'edificio fu ripetutamente restaurato nei secoli, a causa di diversi rovinosi terremoti. La facciata, a capanna con spioventi irregolari, venne, per usare le parole dell'umanista Vincenzo Bindi, "barbaramente rinnovata" nell'Ottocento. Il portale duecentesco, di origine sconosciuta, venne inserito durante il restauro degli anni cinquanta (mentre il portale originale attualmente orna la chiesa di Santa Maria Assunta, nel centro storico del paese). La torre campanaria presenta, dal basso verso l'alto, monofore (murate), bifore e trifore con capitelli a gruccia, finestroni rettangolari. L'abside, semicircolare, presenta all'esterno una cornice di archetti ed è percorsa da lesene longitudinali.
L'interno della chiesa è diviso in tre navate: quella di destra è di due arcate più una terza arcatella su pilastri, quella di sinistra di quattro arcate disuguali su colonne. Come spesso succedeva all'epoca, per la costruzione della chiesa sono stati usati elementi di spoglio di provenienza romana.
Vi troviamo numerosi affreschi, per la maggior parte avanzi piuttosto malconci. Nel tamburo e nella conca dell'abside troviamo immagini bizantineggianti databili fra la fine del XII secolo e l'inizio del secolo successivo. Lungo le pareti laterali troviamo affreschi raffiguranti la Crocifissione (seconda metà del XIV secolo), Santa Caterina da Siena (metà XV secolo), San Giovanni Battista (metà XV secolo) e altri santi. Notevole l'affresco dello sposalizio di Santa Caterina d'Alessandria, conservato meglio degli altri, della prima metà del XIV secolo.
Vicino alla chiesa di Santa Maria Extra Moenia vi è un battistero a pianta esagonale, costruito presumibilmente intorno al terzo decennio del XV secolo. All'interno troviamo un notevole patrimonio pittorico, costituito da cicli dipinti nel corso del Quattrocento: la strage degli innocenti e la fuga in Egitto (del 1464), il giudizio universale (con l'arcaica figura di un diavolo dai molti tentacoli), storie della vita di San Giovanni Battista (del terzo decennio del XV secolo), la pietà di San Giovanni, la crocifissione, la salita al calvario e altre figure di santi.

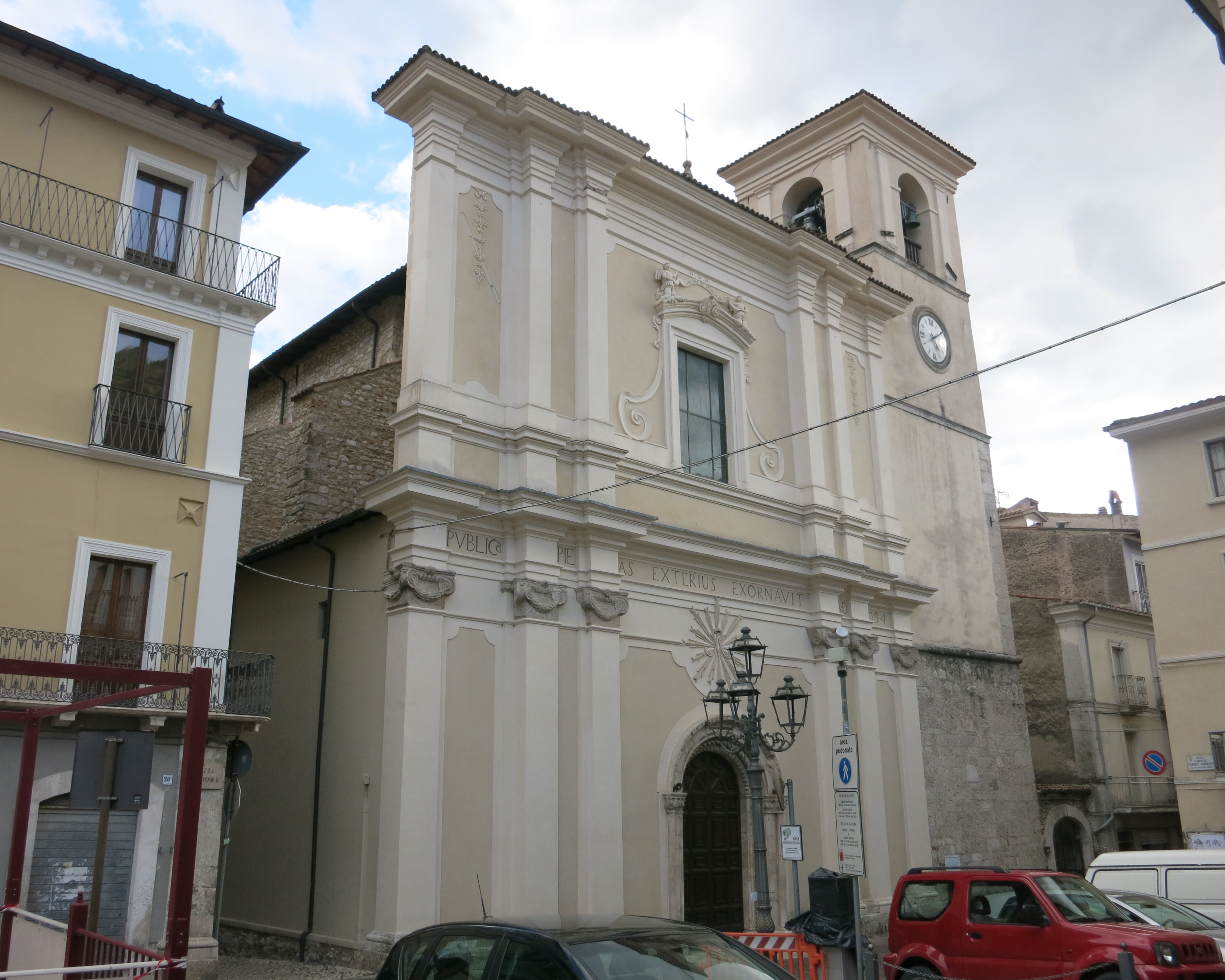
Il Duomo di Santa Maria Assunta

#### Collegiata di Santa Maria Assunta
La Chiesa di Santa Maria Assunta era in origine intitolata alla Madonna del Popolo: il cambio di nome è avvenuto negli anni cinquanta, dopo la proclamazione del dogma dell'Assunzione.
Distrutta dal terremoto del 1703, era originariamente in stile romanico. La forma della navata centrale è a barca rovesciata; lungo le due pareti laterali si aprono simmetricamente cinque cappelle. In una di queste troviamo un pregiato altare ligneo.
Sotto l'altare principale troviamo il corpo imbalsamato di San Benedetto (probabilmente un soldato francese).
Dopo il sisma del 1997, che ha colpito l'Umbria e parte del Lazio, la chiesa è stata restaurata in diverse parti, anche se i lavori per il consolidamento non sono a tutt'oggi terminati; la facciata è stata completamente rinnovata nel corso del 2008.
Per la sua acustica particolarmente favorevole la collegiata è spesso sede di concerti di musica sacra. Organista titolare della Collegiata è il maestro Daniele Rossi, organista e clavicembalista dell'Accademia Nazionale di Santa Cecilia e docente presso il Conservatorio Santa Cecilia di Roma. Nel 2009 è stato inaugurato il nuovo organo Ahlborn-Ferraresi, a tecnica mista, con quattro registri reali e circa cinquanta virtuali.

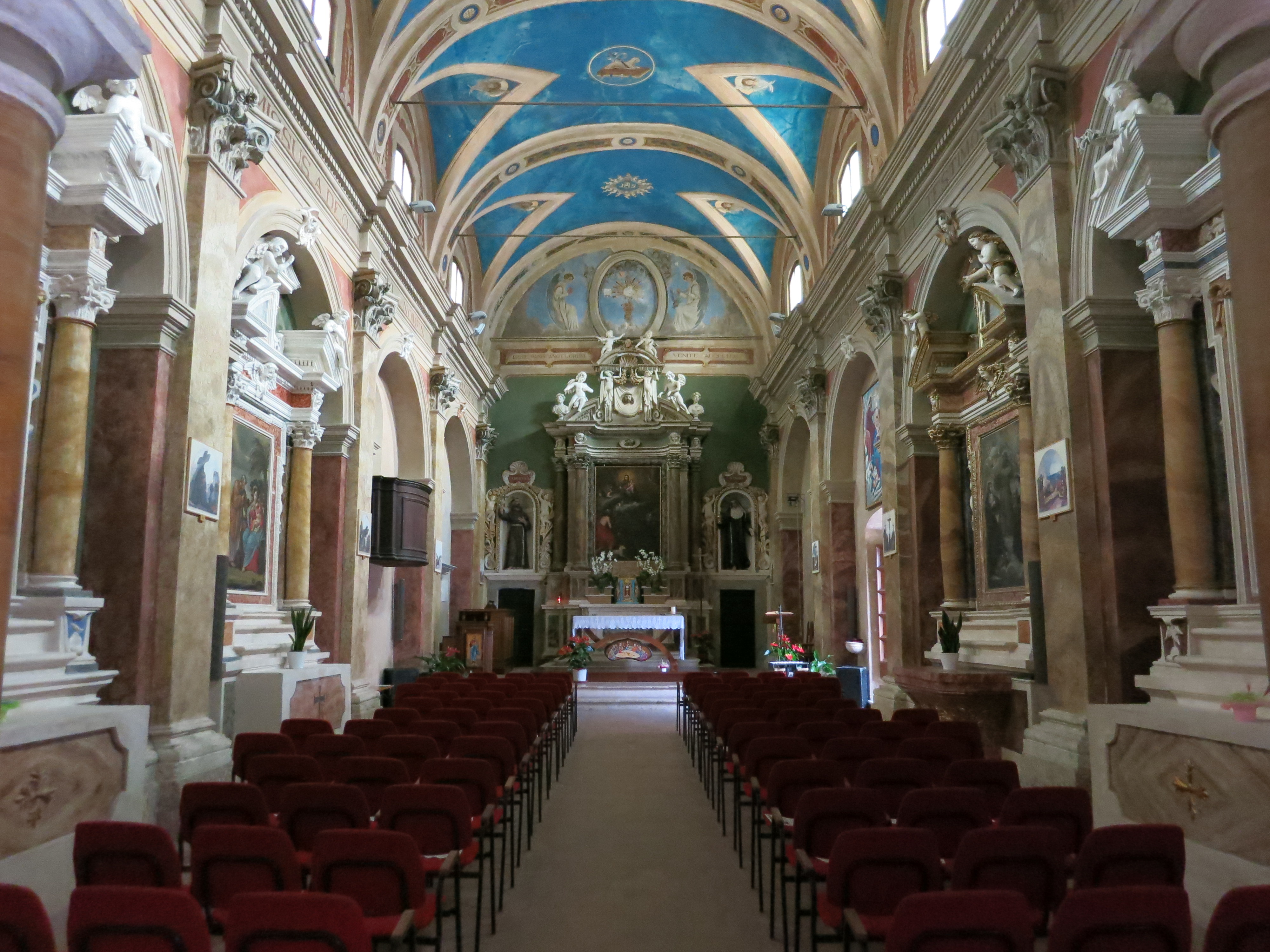
L'interno della chiesa di Santa Chiara

#### Chiesa di Santa Chiara
Riaperta al culto il 17 marzo 2012 dopo una più che quarantennale chiusura per restauri, ha un'unica navata ed altare in muratura di tipo preconciliare, oltre a quattro altari laterali. La parte sopra la porta d'accesso è sormontata da una grande cantoria in muratura alla quale si accede grazie ad una scala accessibile dal corridoio laterale destro.
La chiesa, successivamente alla Santa di Assisi, venne intitolata a San Francesco, San Giovanni Battista e Sant'Antonio Abate.
Pregevole la volta affrescata, raffigurante un cielo stellato. Incastonati nella volta gli affreschi raffiguranti Santa Cecilia, lo stemma del Cardinal Federico Tedeschini e l'Agnello.

#### La Madonna delle Grotte
Nell'ottobre 1601 un'immagine dipinta della Vergine Maria fu ritrovata in una grotta di Vignola, località nei pressi della frazione di Rocca di Corno, da una pastorella di nove anni, Bernardina Boccacci. L'anno successivo al ritrovamento dell'immagine sacra, presso la grotta fu costruito un altare, e negli anni seguenti un santuario.
Da più di quattrocento anni la Madonna delle Grotte è venerata dagli abitanti della Valle. Ogni inizio maggio la statua raffigurante la Vergine è portata in processione dai fedeli dal Santuario fino alla Collegiata di Antrodoco, dove rimane per tutto il periodo dei festeggiamenti, che durano circa un mese; il lunedì successivo la Pentecoste, l'immagine sacra viene riportata dai pellegrini al Santuario di Vignola: le strade del quartiere antrodocano di San Terenziano sono infiorate per l'occasione dagli abitanti.

### Architetture civili

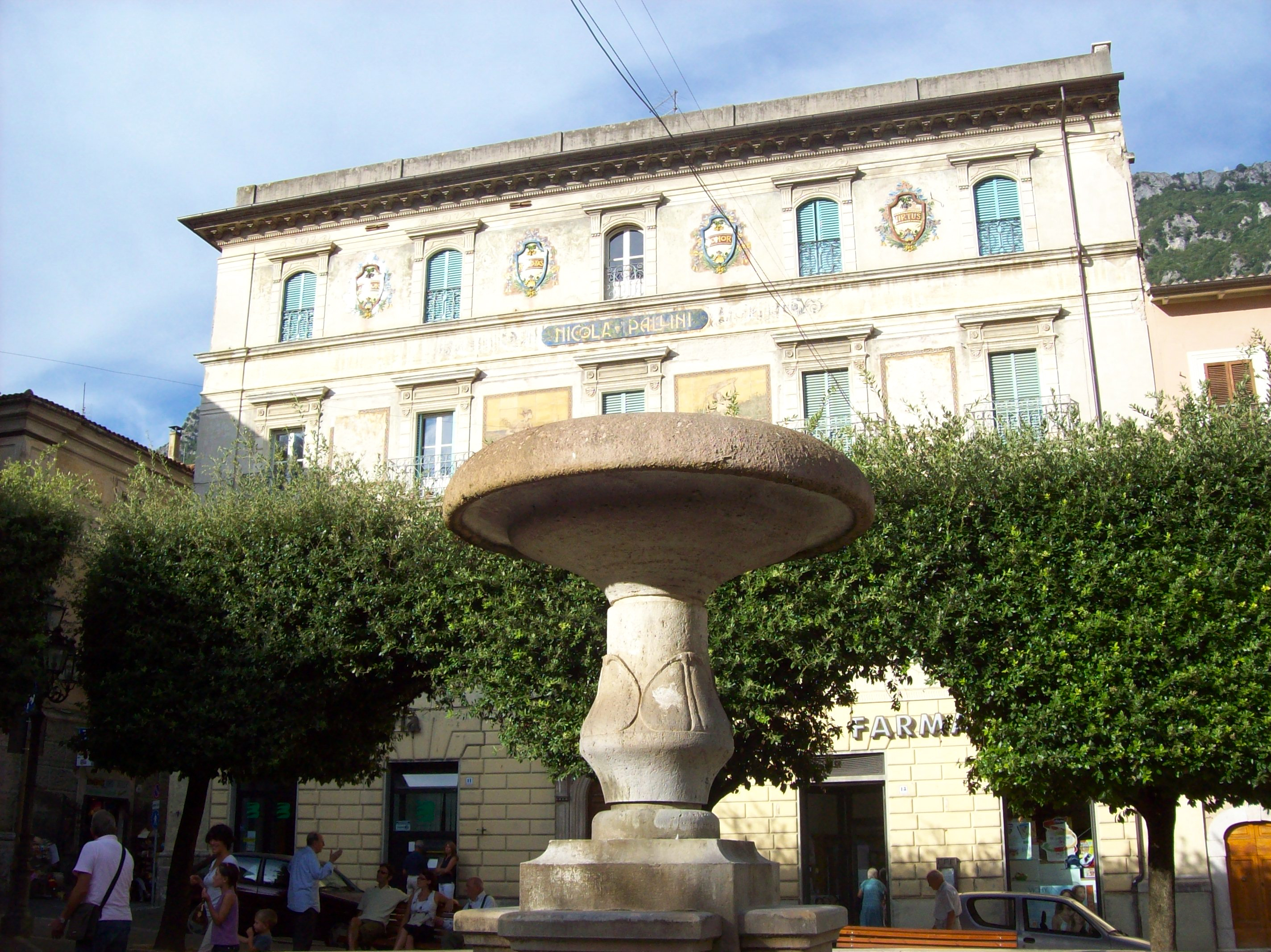
Palazzo Pallini in Piazza del Popolo

#### Piazza del Popolo
La piazza principale di Antrodoco è Piazza del Popolo. Su di essa affaccia Palazzo Pallini, dalla facciata in stile liberty, appartenuto a Nicola Pallini (ideatore del liquore mistrà che porta il suo nome); al centro della piazza si trova una fontana realizzata nel 1975 dallo scultore locale Sotero Sciubba.

#### Villa Mentuccia
Il vescovo Federico Tedeschini, elevato al rango di cardinale dal Papa Pio XI nel concistoro del 16 dicembre 1935, richiamò ad Antrodoco le Figlie di Sant'Anna, alle quali affidò oltre l'asilo anche l'assistenza ai poveri e ai malati. Donò la villa settecentesca, detta "Mentuccia", alla Congregazione spagnola dei Figli del Cuore Immacolato di Maria di Antonio María Claret y Clará, per farvi svolgere dai padri un'azione religiosa verso gli abitanti di Antrodoco, ora da anni abbandonata.

#### Edificio Don Minozzi
Giovanni Minozzi è stato un presbitero italiano. Insieme a Padre Semeria, è il fondatore dell'Opera Nazionale per il Mezzogiorno d'Italia, riconosciuta come Ente Morale con Regio Decreto il 13 gennaio 1921.
Nel 1916 avviene a Udine l'incontro con il barnabita padre Giovanni Semeria, che insieme all'esperienza della guerra lo porta a dedicare il resto della propria vita alla tutela delle tante centinaia di bambini orfani di guerra.
La prima sede viene inaugurata il 15 agosto 1919 ad Amatrice per ospitare inizialmente dodici bambine rese orfane dalla guerra.
Dopo il primo istituto per gli orfani di guerra di Amatrice, nascono quelli di Potenza, di Gioia del Colle e di Antrodoco, ed altre decine di istituzioni nell'intero Mezzogiorno tra orfanotrofi, scuole, asili, centri di formazione professionale di tipo agrario e di indirizzo artigianale, di tipografia, falegnameria, calzoleria ed Istituti Superiori.
Il 1º novembre 1925 il prelato fonda anche la Pia Associazione della Famiglia dei Discepoli, coadiuvato da quattro sacerdoti tra cui il suo collaboratore padre Tito Pasquali, per rafforzare l'attività dell'Opera. Il 13 agosto 1930, Mons. Ludovico Cattaneo, vescovo di Ascoli Piceno), con un decreto la riconosce come Congregazione di diritto diocesano.
Il 15 marzo 1931, Padre Semeria muore, lasciandolo solo alla guida dell'Opera che continua a svilupparsi non senza difficoltà, sempre affrontate con fede, come egli stesso confida all'amico Tito:
(Padre Giovanni Minozzi)
Ora l'edificio, disabitato da decenni, è purtroppo oggetto di una lenta opera di abbandono e degrado.

## Società

### Evoluzione demografica
Abitanti censiti

### Tradizioni e folclore
- Festa di Sant'Antonio Abate, la domenica seguente al 17 gennaio
- Festa della Madonna delle Grotte, a maggio
- Festa di San Giovanni, dal 22 al 24 giugno
- Festa di Sant'Anna (patrona di Antrodoco), dal 17 al 26 luglio

## Cultura

### Istruzione
In città ha sede l'Istituto "Luigi Mannetti", che comprende scuola dell'infanzia, primaria e secondaria di primo grado di Antrodoco e Posta.

#### Musei
- Museo della città, dedicato al pittore ed incisore seicentesco Carlo Cesi e al pittore albanese Lin Delija;
- Museo storico militare, espone divise e materiali dei soldati italiani, soprattutto del corpo degli alpini.[16]

### Cucina
Celebri nella provincia di Rieti e non solo, sono gli stracci antrodocani, delle crespelle ripiene di sugo di carne e salsa di pomodoro e formaggi, composto che viene poi anche distribuito sopra gli stracci; le crespelle arrotolate vengono disposte su uno o più strati in una teglia e cotte al forno per circa 40 minuti a 180°.
Ricca la tradizione dolciaria, nella quale spiccano per tipicità i ciambelletti della sposa, dolci tipo taralli ricoperti di una glassa a base di albume, tradizionali dei matrimoni; i ciambelletti al vino, con anice; la copeta, sfoglie spianate sul tavolo e poi tagliate a rombi, composte di miele, noci e nocciole tritate e aromatizzate da foglie di alloro; le tisichelle (dolcetti di consistenza dura di forma circolare ottenuti dal semplice impasto di acqua, farina, zucchero e semi di anice); la pizza di cacao, una torta soffice; i pizzicotti, biscotti dalla forma irregolare con frutta secca e cioccolato.
A Pasqua le donne si cimentano nella preparazione della pizza messa (o pizza dde Pasqua), dolce robusto con canditi, simile al casatiello dolce campano ma molto più leggero, che viene consumato nella tipica colazione pasquale con uova benedette il giorno del Venerdì Santo, prezzemolo e il tipico salame schiacciato abruzzese.

### Eventi
- Concerto di Capodanno della Schola Cantorum Antrodoco, 1º gennaio
- Carnevale storico "Li dodici mesi", la domenica precedente il martedì grasso
- Rassegna Cori Polifonici, a maggio
- Fiera di Sant'Anna, 26 luglio
- Interocrea Festival (kermesse di musica classica e operistica), a luglio e agosto
- Concerto di Santa Cecilia dell'Orchestra di Fiati ACMA, a fine novembre

## Economia
Di seguito la tabella storica elaborata dall'Istat a tema Unità locali, intesa come numero di imprese attive, ed addetti, intesi come numero addetti delle unità locali delle imprese attive (valori medi annui).
|           | 2015                  |                              |                            |                |                       |                     | 2014                  |                | 2013                  |                |
| --------- | --------------------- | ---------------------------- | -------------------------- | -------------- | --------------------- | ------------------- | --------------------- | -------------- | --------------------- | -------------- |
|           | Numero imprese attive | % Provinciale Imprese attive | % Regionale Imprese attive | Numero addetti | % Provinciale Addetti | % Regionale Addetti | Numero imprese attive | Numero addetti | Numero imprese attive | Numero addetti |
| Antrodoco | 149                   | 1,53%                        | 0,03%                      | 328            | 1,43%                 | 0,02%               | 149                   | 327            | 159                   | 349            |
| Rieti     | 9.765                 |                              | 2,14%                      | 22.908         |                       | 1,49%               | 10.044                | 23.834         | 10.407                | 25.272         |
| Lazio     | 455.591               |                              |                            | 1.539.359      |                       |                     | 457.686               | 1.510.459      | 464.094               | 1.525.471      |

Nel 2015 le 149 imprese operanti nel territorio comunale, che rappresentavano l'1,53% del totale provinciale (9.765 imprese attive), hanno occupato 328 addetti, l'1,43% del dato provinciale (22.908 addetti); in media, ogni impresa nel 2015 ha occupato due persone (2,2).

### Agricoltura
Antrodoco è anche famosa per il marrone antrodocano, qualità di castagna riconosciuta a marchio IGP, prodotta dai secolari boschi di castagno prospicienti alla valle del Velino, ma in via di progressivo abbandono e deterioramento. I marroni antrodocani vengono anche utilizzati per la preparazione dei marron glacé.

### Artigianato
Tra le attività economiche più tradizionali, diffuse e rinomate vi sono quelle artigianali, come la lavorazione e l'arte del ferro, del ricamo e del merletto.

## Infrastrutture e trasporti
Grazie alla sua posizione geografica Antrodoco è un nodo di comunicazione interregionale: si trova infatti ai piedi dell'appennino che separa Lazio ed Abruzzo e sulla porta delle gole del Velino, unica via per aggirare il massiccio del monte Terminillo e raggiungere l'alta valle del Velino e l'amatriciano, che a sua volta costituisce lo spartiacque appenninico tra Lazio e Marche.

### Strade

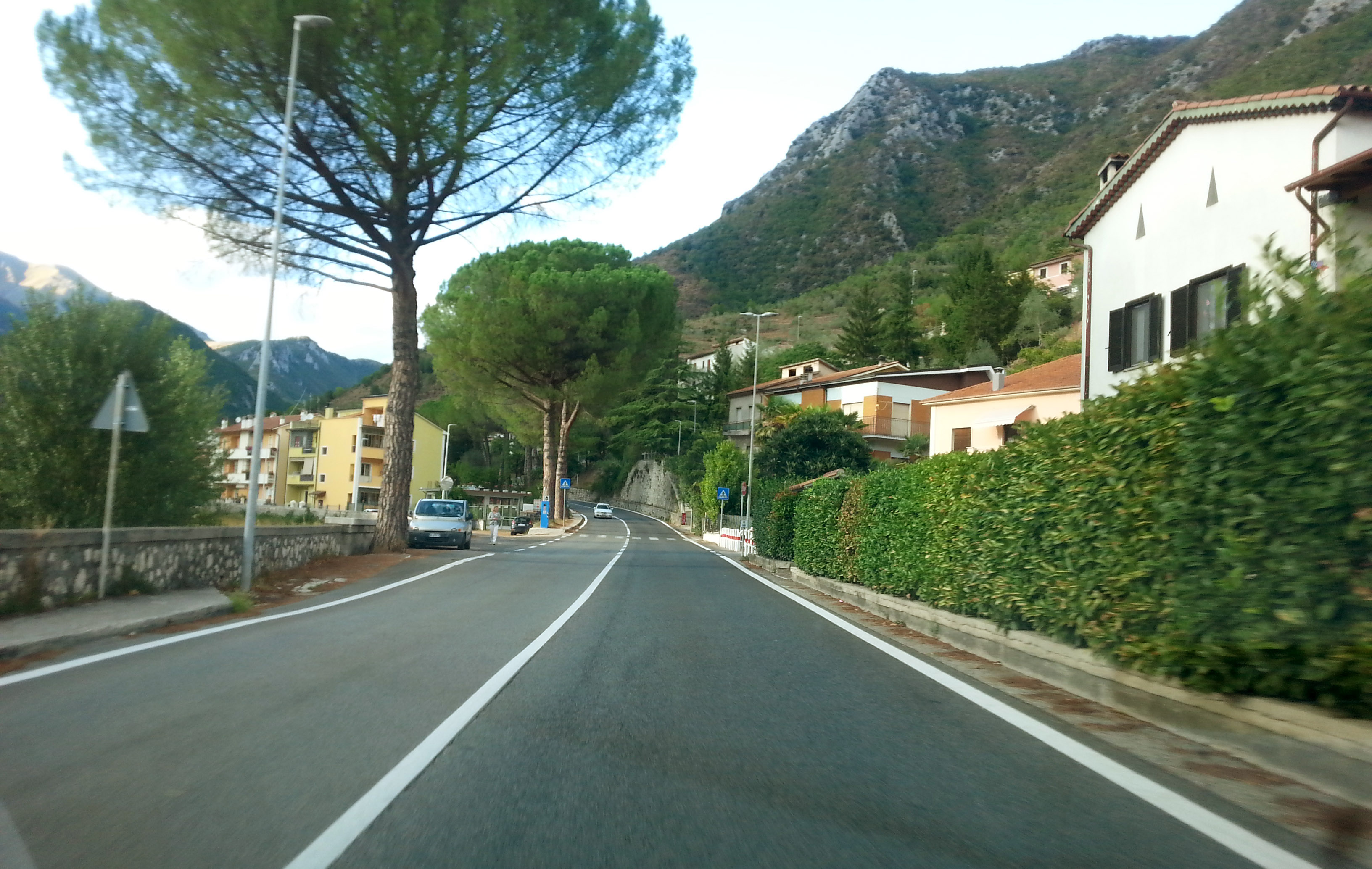
La strada statale 4 Via Salaria nel tratto in cui attraversa Antrodoco

Antrodoco è attraversato dalla Strada statale 4 Via Salaria, l'arteria che collega Roma al mare Adriatico, che prima di Antrodoco tocca Rieti mentre subito dopo attraversa le gole del Velino e valica l'appennino al passo della Torrita per poi raggiungere Ascoli Piceno.
Inoltre proprio ad Antrodoco si diparte dalla Salaria la Strada statale 17 dell'Appennino Abruzzese ed Appulo-Sannitico, un'importante arteria che si arrampica sul monte Giano e supera il valico di Sella di Corno raggiungendo L'Aquila, per la quale rappresenta il principale collegamento con Rieti e Terni. La SS 17 costituisce una vera e propria dorsale stradale dell'appennino, proseguendo per Sulmona, Isernia,Vinchiaturo, Lucera e terminando infine a Foggia, all'incrocio con la statale 16.

Il percorso attuale della Via Salaria è stato realizzato negli anni Cinquanta per evitare l'attraversamento del centro storico; il vecchio tracciato oggi costituisce la strada provinciale 14 e collega il paese al confinante comune di Borgo Velino.

### Ferrovie
Antrodoco è attraversato dalla linea secondaria Terni-Rieti-L'Aquila, che subito dopo Antrodoco inizia la ripida salita per il valico di Sella di Corno, con un percorso ardimentoso e paesaggistico ricco di viadotti, gallerie e tornanti.
La principale stazione all'interno del comune è la Stazione di Antrodoco-Borgo Velino (uno dei maggiori scali della linea, dotato anche di rimessa locomotive), situato a metà strada tra i due paesi, a circa un chilometro da Antrodoco; ma tutti i treni che vi fermano proseguono almeno fino alla piccola fermata di Antrodoco Centro, situata nelle immediate vicinanze del centro storico del paese. Inoltre rientrano nel territorio comunale anche la Stazione di Rocca di Fondi e la Stazione di Rocca di Corno, situate sulla salita in direzione L'Aquila, che servono le due frazioni omonime.
La linea che attraversa Antrodoco avrebbe dovuto essere prolungata da un lato verso Roma e dall'altro verso Ascoli Piceno, formando la cosiddetta Ferrovia Salaria; proprio ad Antrodoco si sarebbe staccata la diramazione per Ascoli. Tuttavia tale progetto (più volte approvato sin dalla fine dell'Ottocento) non venne mai realizzato.

## Amministrazione
Fino al 1927 ha fatto parte della provincia dell'Aquila, in Abruzzo e, dal 1233 al 1861, per più di 600 anni, è stato parte integrante del giustizierato d'Abruzzo e della provincia Abruzzo Ulteriore II, nel distretto di Cittaducale, con capoluogo L'Aquila. Dal 2006 è insignito del titolo di città.
Antrodoco fa parte della provincia di Rieti, a seguito del riordino delle circoscrizioni provinciali stabilito dal regio decreto n. 1 del 2 gennaio 1927.
| Periodo | Periodo   | Primo Cittadino   | Partito                               | Carica  | Note       |
| ------- | --------- | ----------------- | ------------------------------------- | ------- | ---------- |
| 1995    | 1999      | Maurizio Faina    | Lista civica                          | Sindaco |            |
| 1999    | 2004      | Maurizio Faina    | Lista civica                          | Sindaco | 2º mandato |
| 2004    | 2008      | Paolo Mannetti    | Lista civica                          | Sindaco | Dimesso    |
| 2008    | 2012      | Maurizio Faina    | Lista civica                          | Sindaco | Dimesso    |
| 2012    | 2017      | Sandro Grassi     | Lista civica Per Crescere Insieme     | Sindaco |            |
| 2017    | 2022      | Alberto Guerrieri | Lista civica Guarda al futuro         | Sindaco |            |
| 2022    | in carica | Alberto Guerrieri | Lista civica Antrodoco futuro insieme | Sindaco | 2º mandato |

### Gemellaggi
- Pomiechowek

### Altre informazioni amministrative
- Antrodoco fa parte della Comunità montana del Velino